# Severovýchodní divize (NHL)
Severovýchodní divize kanadsko-americké NHL byla vytvořena v roce 1993 jako část Východní konference. Její předchůdkyní byla Adamsova divize. Přestože od vytvoření divize se ještě ani jednomu z týmů nepodařilo vyhrát Stanley Cup, za celkové působení v NHL jich nasbíraly nejvíce ze všech divizí.

## Současná sestava
Boston Bruins

Buffalo Sabres

Montreal Canadiens

Ottawa Senators

Toronto Maple Leafs

## Sestavy divize

### 1993-1995
Boston Bruins

Buffalo Sabres

Hartford Whalers

Montreal Canadiens

Ottawa Senators

Pittsburgh Penguins

Quebec Nordiques

#### Změna v sezoně 1994-95
Quebec Nordiques se stěhují do Pacifické divize jako Colorado Avalanche.

### 1995-1997
Boston Bruins

Buffalo Sabres

Hartford Whalers

Montreal Canadiens

Ottawa Senators

Pittsburgh Penguins

#### Změna v sezoně 1996-97
Hartford Whalers se stěhují do Greensboro a stávají se z nich Carolina Hurricanes.

### 1997-1998
Boston Bruins

Buffalo Sabres

Carolina Hurricanes

Montreal Canadiens

Ottawa Senators

Pittsburgh Penguins

#### Změny v sezoně 1997-98
Carolina Hurricanes se stěhují do nově vytvořené Jihovýchodní divize.
Pittsburgh Penguins se stěhují do Atlantické divize.
Toronto Maple Leafs se přistěhovali z Centrální divize.
Od roku 1998 platí současná sestava.

## Celkový počet vyhraných titulů divize jednotlivými týmy
| Tým                 | Počet vítězství | Poslední vítězství |
| ------------------- | --------------- | ------------------ |
| Ottawa Senators     | 4               | 2006               |
| Pittsburgh Penguins | 3               | 1998               |
| Boston Bruins       | 5               | 2012               |
| Buffalo Sabres      | 3               | 2010               |
| Montreal Canadiens  | 2               | 2013               |
| Quebec Nordiques    | 1               | 1995               |
| Toronto Maple Leafs | 1               | 2000               |

Týmy vyznačené tučným písmem jsou stále členy divize.